# نارسایی مزمن وریدی
نارسایی مزمن وریدی (انگلیسی: Chronic venous insufficiency) یک وضعیت پزشکی است که در آن وریدها از پمپاژ کافی برای برگرداندن خون به قلب ناتوان هستند. معمول‌ترین علت این بیماری، ریفلاکس وریدی سراسری است که قابل درمان است. به دلیل اینکه وظیفهٔ دریچه‌های وریدی، بازگرداندن خون کافی از اندام‌های تحتانی بدن به قلب است، این بیماری به‌طور معمول پاها را تحت تأثیر قرار می‌دهد.